# Represa de Aguas Blancas
La Represa de Aguas Blancas, en un tiempo conocida como Represa de Basso, es una presa ubicada en el departamento de Lavalleja, Uruguay. Se localiza a en el Paraje Aguas Blancas en las sierras del Abra de Zabaleta sobre la ruta Nº 81, a la cual se accede desde el kilómetro 91 de la ruta Nº 8 o desde la ruta Nº 60.
La represa está construida sobre el arroyo Mataojo y su finalidad es el riego de quintas frutales de la zona. El 19 de diciembre de 1943, con la presencia del presidente Juan José de Amézaga, autoridades nacionales, funcionarios municipales y campesinos, quedó establecido el servicio de riego artificial, que comprende 565 hectáreas, para las que se calculó un embalse de 118.000 m³. En la zona funcionó el establecimiento de manzanas más grande del país. 

## La zona de Aguas Blancas

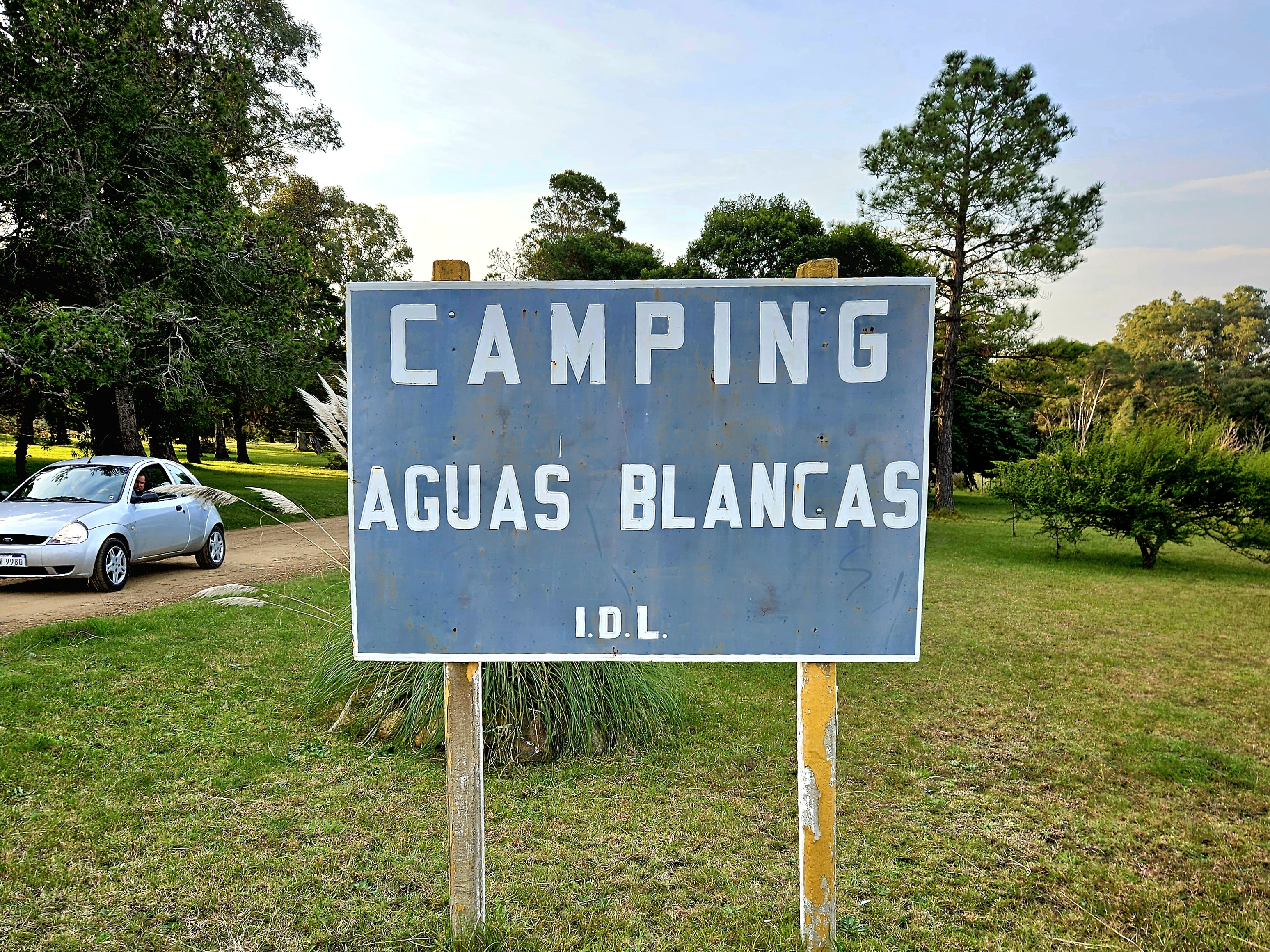
Entrada al Camping de Aguas Blancas

La represa se encuentra en el parque nacional de Aguas Blancas donde hay un camping administrado por la Intendencia Municipal de Lavalleja. En las cercanías de la represa hay un convento de monjas salesianas que ocupa el predio del primer molino a energía hidráulica del país, fundado por el inmigrante Enrique Ladós en 1860. En la cumbre de un cerro adjunto se encuentra la capilla de la "Virgen Blanca". Asimismo, hay un predio de vacaciones del Club Naval de Montevideo. Se conserva hasta hoy el local de una antigua escuela pública, donde ahora funciona un almacén y, cerca de ésta, se ubica el almacén fundado por Mauricio Zabaleta en 1905, que aún hoy conserva rasgos de antigua pulpería y que tenía, entre otros, servicio de abastecimiento de combustibles. Frente a él se encuentra la antigua herrería y taller de Hermenegildo Orge.
También cerca de la represa se encuentra el Templo Sengue Dzong.